# Mujeres de Arena
Mujeres de Arena (Testimonios de mujeres en Ciudad Juárez) es una obra de teatro documental que recoge fragmentos de textos de Antonio Cerezo Contreras, Denise Dresser, Malú García Andrade, María Hope, Eugenia Muñoz, Marisela Ortiz, Servando Pineda y Juan Ríos Cantú, dramaturgia realizada por Humberto Robles (obra primigenia). 

## Argumento
Esta obra está dedicada a la memoria de Pável González, joven de 21 años, estudiante y luchador social asesinado en la Ciudad de México, en abril de 2004.
Testimonios de cuatro mujeres (una madre, una hija, una prima y una joven asesinada) víctimas del feminicidio que se viene perpetrando en Ciudad Juárez desde 1993, intercalados con diversos poemas de varios autores. Un actor participa dando cifras y datos sobre esta guerra de baja intensidad contra las mujeres y la nula acción del gobierno mexicano para frenar, erradicar y prevenir estos crímenes.
Esta obra ha sido montada por más de 200 grupos en varias ciudades de México, Alemania, Argentina, Australia, Bolivia, Brasil, Canadá, Colombia, Costa Rica, Chile, Cuba, España, Guatemala, Inglaterra, Italia, Noruega, Paraguay, Perú, República Dominicana, Uruguay y Estados Unidos.

## Curiosidades
Por esta obra el autor no cobra derechos de autor.
- Copyleft: se otorga la libertad de copiar, distribuir y llevar a escena (sin fines de lucro) esta obra de teatro siempre y cuando el texto se conserve íntegramente y se dé crédito al autor en todos los impresos y en todo tipo de difusión.

## Montajes
Ha habido montajes de diversos grupos profesionales y amateurs de la Ciudad de México, así como en Tampico, Reynosa, Puebla, Guadalajara, León, Guanajuato, Colima, Mexicali, Mérida, Monterrey, Morelia,  Oaxaca, San Luis Potosí, Chihuahua, Estado de México, Hidalgo, Tabasco y Ciudad del Carmen. 
En México se estrenó en 2002 en el zócalo capitalino en el "Día de la No violencia contra las mujeres y las niñas" con Vanessa Bauche, Laura De Ita, Hilda Nájera, Laura Hidalgo, Carmen Huete y Juan Ríos Cantú. Posteriormente estuvo en temporada en el Teatro La Capilla; al final de cada función se invitaba a personalidades para hablar sobre el tema: Jesusa Rodríguez, Rosario Ibarra de Piedra, Lourdes y Mario Gonzalez (padres de Pável González), Ana Colchero, Emiliana Cerezo Contreras, Dra. Gabriela Delgado Ballesteros, Dr. Isidro Cisneros, Zósimo Hernández, Norma Andrade y Marilú Garcia Andrade de Nuestras Hijas de Regreso a Casa, Isabel Vericat, Lucía Melgar, Liliana Felipe, la Dra. Josefina Mena, Yan María Castro, Mariana Berlanga, del Frente Internacionalista contra el Feminicidio, entre otros.
Presentaciones en México:
- Participó dentro de la semana "Ciudad Juárez a Escena" organizada por SOGEM, Instituto Nacional de Bellas Artes y Tenzin Producciones, marzo, 2003
- Se presentó dentro del marco del Día Internacional de la Mujer, Zócalo Capitalino, 9 de marzo de 2003
- Función en la Preparatoria oficial # 55 Ollin Tepochcalli, Texcoco, 29 de octubre de 2004
- Convocó y organizó junto con otras organizaciones el Acto contra la Impunidad, Explanada del Metro Constituyentes, Los Pinos, 2 de noviembre de 2004
- Función en el Café Villa (Proyecto económico del Comité Cerezo), 19 de noviembre y 3 de diciembre de 2004
- Función y organización del evento en el Día Internacional de la No violencia contra las mujeres y las niñas, Jardín Hidalgo, Zócalo de Coyoacán, 27 de noviembre de 2004 (Invitadas: Rosario Ibarra de Piedra, Lourdes González, Norma Andrade, Emiliana Cerezo Contreras y Malú García Andrade)
- Participó en la 3a. Marcha Anual contra el Femicidio en Ciudad Juárez, viernes 26 de noviembre de 2004
- Audiencia en Los Pinos, 26 de noviembre de 2004
- Función en el Zócalo capitalino dentro del marco del Día de la No violencia contra las mujeres y las niñas, 27 de noviembre de 2004
- Función en la UTA Underground, 27 de noviembre de 2004
- Función en el Auditorio deportivo José María Morelos y Pavón, 8 de diciembre de 2004
- Función para trabajadores del periódico La Jornada, 15 de diciembre de 2004 (Invitados: Blanche Petrich y Jaime Avilés)
- Función en el Aula Magna de la Facultad de Filosofía y Letras de la UNAM, 15 de febrero de 2005 (Invitados: Rosario Ibarra de Piedra, Lourdes González y Francisco Cerezo)
- 4° Festival Cultural Cerro de San Pedro, San Luis Potosí, 3 de marzo de 2005
- Homenaje a Pável González (Primer Aniversario) - Miércoles 20 de abril de 2005, Jardín Hidalgo, Coyoacán - Invitados: doña Rosario Ibarra, Alejandro Cerezo Contreras, Ana Colchero, Vanessa Bauche, Leopoldo Ayala y Fausto Trejo (Comité 68)
- La presentación del libro en Casa Lamm fue en 2009, estuvo a cargo de Boris Schoemann y Jaime Avilés y fragmentos del mismo fueron leídos por Ofelia Medina, Carmen Huete, Francesca Guillén, Giovanna Cavasola y Claudia Santiago.

Asimismo, esta obra ha sido montada en Sídney, Australia; California, Texas, Oregón, Portland, Syracuse, Seattle, Massachusetts y Nueva York, (Estados Unidos), en Turín (Italia) con el título "Donne di Sabbia" presentándose también en Roma, Padova, Pinerolo, Bolonia, Údine, Milán y Venecia; en Hualpén (Chile), Puerto Deseado, Villa Mercedes y Río Grande en Tierra del Fuego, (Argentina), Burgos, León, Guadalajara, Álava en el País Vasco, Barcelona, Valencia, Chirivella, Alcalá de Henares, Santa Cruz de Tenerife Islas Canarias, (España), Buenos Aires y Santiago de Chile (Festival Espacios Comunes Chile-Argentina), con el grupo Arenas Morenas en La Plata, Argentina, en Colombia por el grupo Teatriados, en Costa Rica, Alemania, Canadá, Cuba, Guatemala, Londres, (Gran Bretaña) y tres montajes diferentes en Uruguay.
La mayoría de los montajes han contado con el apoyo de las organizaciones "Nuestras Hijas de Regreso a Casa", "Comité Cerezo" y "Comité Pável González: contra el olvido y la impunidad". En Italia, España, Perú y México ha contado con el apoyo de Amnistía Internacional. En Uruguay contó con el apoyo de Amnistía Internacional Sección Uruguay y el colectivo "Mujeres de Negro"-Uruguay. En Perú, fue montada gracias al apoyo de Amnistía Internacional y el grupo teatral Ccalapata Teatro, de la ciudad de Arequipa.

## Publicaciones
- "Los Textos de La Capilla" -Segunda Época- edita el libro "Mujeres de Arena", con prólogo de Marisela Ortiz y el artículo de Eugenia Muñoz "Mujeres de Arena: una orquestación de voces para la consciencia y la justicia". Gracias a que los autores cedieron solidariamente sus derechos, todas las ganancias de este libro serán destinadas a las organizaciones Nuestras Hijas de Regreso a Casa y al Comité Cerezo México. Es el libro más vendido de la editorial "Los Textos de La Capilla".

- En 2011 salió a la venta la versión digital que puede descargarse de Amazon y Libros Malaletra.[1]

- En 2011 Zucherhut Theaterverlag editó la versión digital en alemán de "Mujeres de Arena" (Frauen aus Sand)[2]

## Radio
Fue transmitida por Radio Mujer en Guadalajara en 2007, por Radio Testimonios en Uruguay en 2008, y en RBS en castellano, Sídney, Australia, en 2011.
- Registro Radiofónico, fragmentos de "Mujeres de Arena", dirigida por Laura Barboza, Uruguay